# Oligotrichum semilamellatum
Oligotrichum semilamellatum är en bladmossart som beskrevs av Mitten 1859. Oligotrichum semilamellatum ingår i släktet Oligotrichum och familjen Polytrichaceae. Inga underarter finns listade i Catalogue of Life.